# Mariano Payeras
Mariano Payeras Borrás (Inca, 1769-Lompoc, 1823) fue un misionero español.

## Biografía
Nacido el 10 de octubre de 1769 en la localidad mallorquina de Inca, ingresó en la orden franciscana el 5 de septiembre de 1784. Dejó España en enero de 1793 y en febrero de 1796 fue destinado a California. Sirvió como misionero en San Carlos de 1796 a 1798, en Soledad de noviembre de 1798 a 1803, en San Diego de septiembre de 1803 a 1804 y en la Misión de Purísima desde 1804 hasta su fallecimiento, ocurrido allí —donde fue enterrado— el 28 de abril de 1823.